# Viorel Simion
Viorel Simion (Bucarest, 19 de octubre de 1981) es un deportista rumano que compite en boxeo.
Ganó una medalla de bronce en el Campeonato Mundial de Boxeo Aficionado de 2005 y una medalla de bronce en el Campeonato Europeo de Boxeo Aficionado de 2002.
Participó en los Juegos Olímpicos de Atenas 2004, ocupando el quinto lugar en el peso pluma.
En mayo de 2006 disputó su primera pelea como profesional. En julio de 2011 conquistó el título internacional del CMB, en la categoría de peso pluma. En su carrera profesional tuvo en total 38 combates, con un registro de 23 victorias y 15 derrotas.

## Palmarés internacional
| Campeonato Mundial | Campeonato Mundial | Campeonato Mundial | Campeonato Mundial |
| Año                | Lugar              | Medalla            | Categoría          |
| ------------------ | ------------------ | ------------------ | ------------------ |
| 2005               | Mianyang (China)   | Medalla de bronce  | 57 kg              |
| Campeonato Europeo |                    |                    |                    |
| Año                | Lugar              | Medalla            | Categoría          |
| 2002               | Perm (Rusia)       | Medalla de bronce  | 57 kg              |